# Francesco Clemente
Francesco Clemente (Napoli, 23 marzo 1952) è un pittore e disegnatore italiano.

## Biografia
Francesco Clemente, assieme a Sandro Chia, Enzo Cucchi, Nicola De Maria e Mimmo Paladino, è uno dei protagonisti della Transavanguardia italiana, movimento artistico, teorizzato dal critico d'arte Achille Bonito Oliva, nato verso la seconda metà degli anni settanta del XX secolo.
La produzione artistica di Clemente sfrutta simboli della tradizione occidentale e orientale, immagini video e cultura popolare. Membro dell'Accademia Americana delle Arti e delle Lettere, vive e lavora a New York e a Varanasi in India.
Clemente ha compiuto i suoi primi studi liceali a Napoli; nel 1970 si trasferisce a Roma per frequentare la facoltà di Architettura che non porterà mai a termine. Con il trasferimento nella capitale entra in contatto con vari artisti tra cui Cy Twombly e Alighiero Boetti, che influenzano i suoi esordi artistici. Nel 1971 tiene alla Galleria di Valle Giulia di Roma la sua prima mostra personale.
Viaggia in Asia, conoscendo la cultura afghana e quella indiana (dopo un primo viaggio a Madras, tornerà in India diverse volte negli anni settanta), in Sudamerica e in Giamaica. Continua ad esporre le sue opere nel 1975 alla galleria Massimo Minini di Brescia, Franco Toselli a Milano, Gian Enzo Sperone a Torino e a Roma.
A partire dagli anni ottanta espone alla Biennale di Venezia e a New York, dove si era trasferito con la famiglia, e lavora con Andy Warhol, Kenny Scharf, Keith Haring e Jean-Michel Basquiat. Nel 1989, oltre alla mostra alla Lisson Gallery di Londra, espone i suoi lavori a Napoli alla galleria di Lucio Amelio e prende parte a numerose mostre in gallerie e musei. I suoi lavori vengono esposti dall’Università di Berkeley, in California, al Metropolitan Museum di New York, all’Art Institute di Chicago e al Museum of Modern Art di New York. Negli anni lavora per le gallerie di Daniel Templon e Yvon Lambert di Parigi, Paul Maenz di Cologne, Mary Boone Gallery, Sperone Westwater Gallery, Gagosian Gallery e Leo Castelli Gallery di New York, Akira Ikeda Gallery di Tokyo, Galerie Michael Haas di Berlino, Galerie Thaddaeus Ropac di Parigi e Salisburgo, Galeria Javier Lopez di Madrid, James Cohan Gallery di Shanghai.
Nel 2012 viene incaricato dal Comune di Siena di realizzare il Drappellone per il Palio d'Agosto, vinto dalla Contrada di Valdimontone. Durante la cerimonia di presentazione l'opera viene accolta negativamente dal pubblico presente.

## Pubblicazioni
- Francesco Clemente e Allen Ginsberg, Images from Mind and Space, acquerello su carta 5 5/8 x 15 5/8 in 14.3 x 39.7 cm, 1983
- Francesco Clemente e Allen Ginsberg, White Shroud, inchiostro, pastello, acquerello su carta 17 1/2 x 26 3/4 in 44.5 x 67.9 cm, 1983
- Francesco Clemente e Allen Ginsberg, Black Shroud, inchiostro, pastello, acquerello su carta 10 1/2 x 13 3/4 in 26.7 x 34.9 cm, 1984
- Francesco Clemente e John Wieners, Early Morning Exercises, tecnica mista e collage su carta 17 x 13 in 43.2 x 33 cm, 1985
- Francesco Clemente e Robert Creeley, Anamorphis, The Star, pigmenti su tela 46 x 92 in 116.8 x 233.7cm, 1997
- Francesco Clemente e Robert Creeley, Anamorphis The Tools, pigmenti su tela 46 x 92 in 116.8 x 233.7cm, 1997
- Francesco Clemente e Robert Creeley, Anamorphis The Rose, pigmenti su tela 46 x 92 in 116.8 x 233.7cm, 1997
- Francesco Clemente e Vincent Katz, Alcuni Telefonini, acquerello su carta 10 x 14 in 25.4 x 35.6 cm, 2008
- Francesco Clemente e Salman Rushdie, In the South, inchiostro su carta 12 x 10 1/2 in 30.6 x 26.8 cm, 2009

## Cinema
È stato l'autore di tutti i disegni e i quadri realizzati dal protagonista del film Paradiso Perduto del 1998, ispirato dal romanzo di Dickens Great Expectations e diretto da Alfonso Cuarón.
Ha avuto un cameo in Will Hunting - Genio ribelle, interpretandovi un ipnotista.